# 從八位
從八位（日语：／ Jyuhachii */?），為日本官階的一種。位於正八位之下、正九位之上。
律令制下將之分為從七位上和從七位下。與中務省少典鑰、治部少解部、刑部少解部相當。
明治時代初期太政官制取消上下之別。與神祇官的史生、太政官的官掌相當。
位階制榮典叙位条例（明治20年勅令第10号）、位階令（大正15年勅令第325号）規定從八為是最低的位階。

## 外部連結
- 位階令 （日語） - 法令データ提供システム
- 官位相当表 （日語） - 国立国会図書館近代デジタルライブラリー